# Metacirolana joanneae
Metacirolana joanneae is een pissebed uit de familie Cirolanidae. De wetenschappelijke naam van de soort is voor het eerst geldig gepubliceerd in 1966 door Schultz.